# Sremska Mitrovica
Sremska Mitrovica (srbsky Сремска Митровица, chorvatsky Srijemska Mitrovica, maďarsky Szávaszentdemeter) je město v Srbsku. Leží v úrodné nížině na řece Sávě, na severu země, při jeho západní hranici s Chorvatskem, v historické oblasti zvané Srem (též Srijem), která se nachází v autonomní republice Vojvodina. Podle sčítání z roku 2002 zde žije 39 041 obyvatel.

## Historie

### Starověk

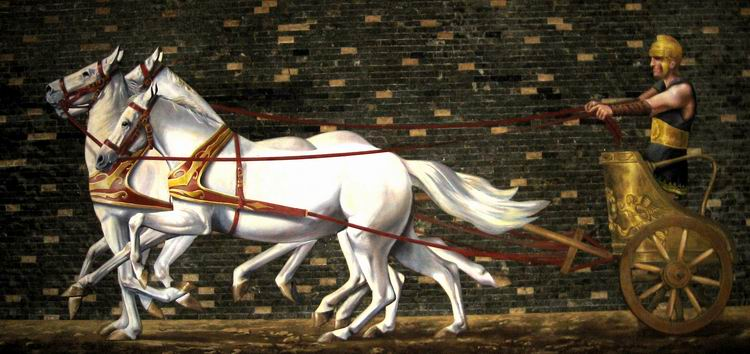
Obraz jezdce sremského hipodromu, který stál v dnešním městě.

Město existuje již od dob Římské říše; tehdy se jmenovalo Sirmium a v rámci říše mělo relativně velký význam, neboť bylo hlavním městem provincie Dolní Panonie (Pannonia Inferior). Jeho počátky sahají do poloviny 1. století našeho letopočtu, kdy se připomíná Colonia Flavia Sirmiensis, z té doby pochází archeologický nález mramorové busty císaře Vespasianaa ve zdejším muzeu.  Od roku 318 bylo město sídlem prefektury Illyrie (Praefectura Illyricum). Podle legendy odtud pocházela křesťanská mučednice Anastázie ze Sirmia a roku 306 zde byl popraven křesťanský mučedník Demetrios ze Soluně. Do dnešních dob se dochovalo několik památek ze starověku.
Římští císaři: Ve městě nebo v jeho okolí se narodilo deset císařů:
- Traianus Decius (200–251)
- Decius mladší (227–251)
- Hostilianus (230?–251)
- Claudius II. (213–270)
- Quintillus (220–270)
- Aurelianus (214–275)
- Probus (232–282)
- Maximianus Herculius (250–310)
- Constantius II. (317–361)
- Gratianus (359–383)

Poslední císař sjednocené říše Theodosius I. (378–395) byl ve městě korunován.

### Středověk
Po pádu Římské říše se město stalo centrem křesťanství, konalo se zde několik církevních koncilů. V 6. století je obsadili Avaři, a to roku 582, kdy vyvrátili tamní arcibiskupství. O několik století později, konkrétně v roce 827, město napadli a obsadili Bulhaři. Proto mohlo být Sirmium v roce 870 obnoveným sídlem moravsko-panonského arcibiskupa Metoděje, jehož působnost však římský papež přenesl na Moravu a Blatensko, tj. Panonii. (Metoděj byl ale cestou na své působiště zajat bavorskými biskupy a dva a půl roku vězněn ve švábském klášteře Ellwangen.)
O vládu nad městem dlouho bojovala Byzanc s Maďary, kteří ji získali kolem roku 1180. Středověký název města Civitas Sancti Demetrii podle zdejšího mučedníka svatého Demetria je v maďarštině dochován dosud jako Szávaszentdemeter. Srbové zde byli poprvé písemně zmíněni ve 13. století a maďarští františkáni je nazývali schizmatiky i s jejich srbským patriarchou. Také v srbském jazyce byl název odvozen ze jména světce:  Dimitrovica, později zkrácen na Mitrovica a přídavné jméno Sremska bylo doplněno až ve 30. letech 20. století, aby se město odlišilo od Kosovské Mitrovice.

### Raný novověk
V roce 1526 dobyli město Osmané. Na půl druhého století pak patřilo k Osmanské říši, nazývalo se Şeher-Mitrovica nebo Dimitrofçe. Stále sílil počet muslimů a křesťanští Srbové stali téměř zanedbatelnou menšinou. V závěru 17. století zde Turci evidovali téměř 700 lidí, kteří se hlásili k islámu a jen několik desítek křesťanů. Pravoslavné obyvatelstvo z území dnešního centrálního Srbska se do Sremské Mitrovice dosídlilo později znovu, v souvislosti s četnými konflikty mezi Habsburskou monarchií a Turky. V druhé polovině 17. století, ještě před dobytím (v roce 1663), navštívil město turecký cestovatel Evlija Čelebi, který jej popsal jako typické osmanské město. Zastavil se zde na své cestě ze Zemunu do Tovarniku. Uvedl, že zde sídlí paša Sremského sandžaku. Povšiml si podobnosti s názvem i v případě Kosovské Mitrovice. Uvedl, že město mělo šest náboženských škol (medres) a 1500 domů, dále tři zájezdní hostince (hany). Okolí města obklopovaly také vinohrady.
V roce 1688 byla Sremska Mitrovica (německy Mitrowitz) dobyta Rakouskou říší. Od roku 1718 se stala součástí habsburského Rakouska. V rámci ní se ocitla na nově vzniklé hranici s evropským Tureckem. Po uzavření míru v Bělehradě v roce 1739 byla Sremska Mitrovica začleněna do tzv. Slavonské krajiny, pohraničního vojenského pásma, nárazového území mezi Rakouskem a Osmanskou říší, se sídlem regimentu v Petrovaradíně. V souvislosti s dosídlováním jižní části Dolních Uher přišli do Sremské Mitrovice i Němci, Rusíni, Maďaři a další. Noví kolonisté si postavili domy v severní části tehdejšího města, nedaleko náměstí sv. Trojice, u dosud nevysušeného močálu. V roce 1756 zde bylo napočítáno 809 žijících, z nichž 514 se hlásilo k pravoslaví a 219 k Římskokatolické církvi.

### 19. a 20. století
V letech 1848/1850–1860 byla součástí Srbského vojvodství. V třetím vojenském mapování je již zaznamenána železniční trať mířící do Sremské Mitrovice z východu, byla zde však ukončena, resp. směřovala pouze k místnímu přístavu na řece Sávě. Řeka tehdy ještě nebyla regulovaná a její břeh zasahoval přímo do samotného středu historického města. Nacházel se zde tehdy židovský hřbitov (na místě dnešní ulice Bosutski put) a katolický hřbitov. Severně od nádraží se potom nacházelo vojenské cvičiště. Potok Čikaš na východě města ještě nebyl sveden do kanálu a přeložen pryč ze souvislé zástavby a tak protékal mezi jednotlivými ulicemi a vytvářel různé mokřady. Mezi oběma částmi byl v provozu přívoz.
V roce 1881 byla vojenská hranice zrušena, město bylo připojeno k Chorvatsku-Slavonii a národně emancipačními snahami dosáhlo v roce 1881 statutu královského svobodného města a centra sremské župy. Jeho rozvoj v poslední části 19. století byl umocněn i říční dopravou; postaven byl přístav na řece Sávě a nová výstavba byla realizována na nově vznikajícím nábřeží nebo v jeho blízkosti. V roce 1918, po skončení první světové války a po rozpadu Rakouska-Uherska, se Sremska Mitrovica stala součástí nově založeného Království Srbů, Chorvatů a Slovinců. V rámci něho mělo město velmi výhodnou polohu, neboť nově vzniklý klíčový vnitrostátní dopravní tah mezi Bělehradem a Záhřebem procházel právě přes Sremskou Mitrovici. Vzhledem k hospodářské stagnaci v meziválečné Jugoslávii však dvacet let mírového rozvoje mezi válkami nemohlo odpovídat tomu, co město zažilo na přelomu století.

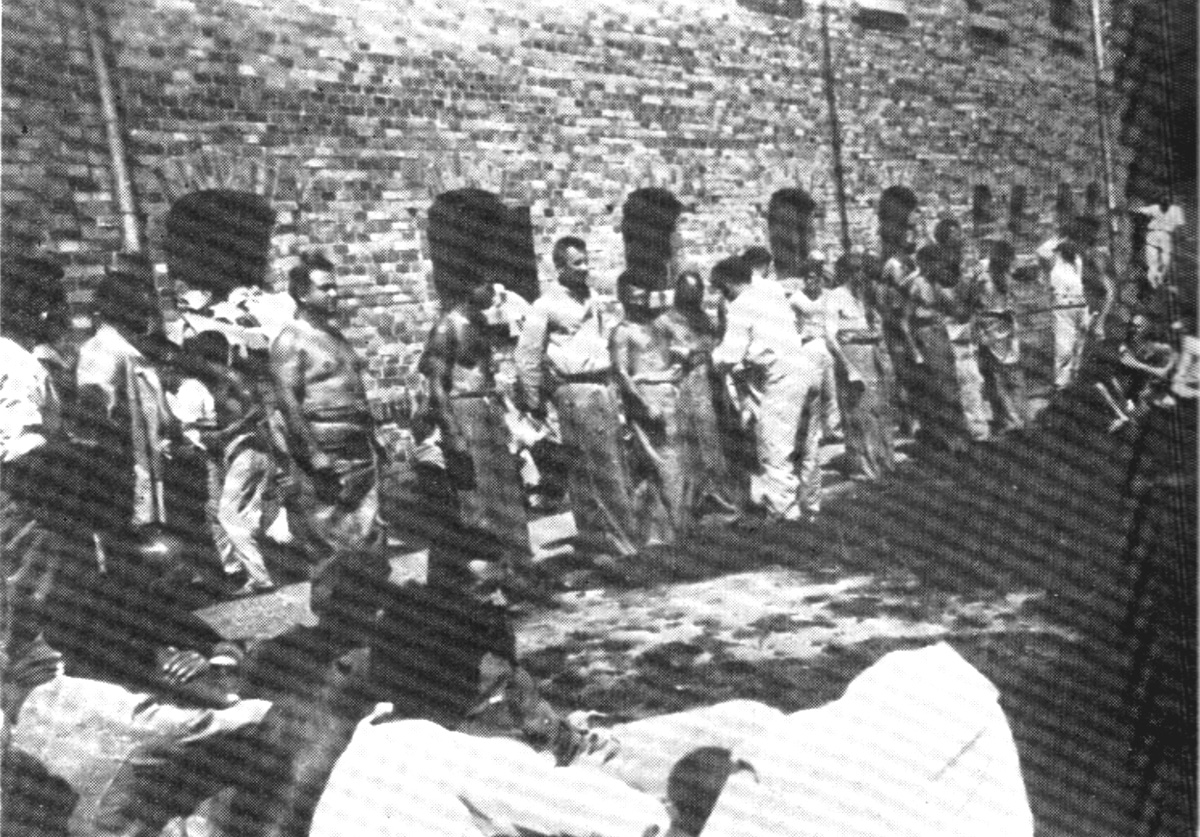
Vězni ve 30. letech 20. století ve Sremské Mitrovici.

V roce 1932 zasáhly město katastrofální povodně. Rozlitá řeka Sáva zasáhla velkou část místních domů.
Na počátku 40. let se město stalo součástí fašistického Chorvatska, okupovala je německá armáda. Docházelo k násilným represím proti srbskému obyvatelstvu, vyhnáni nebo vyvražděni byli místní Židé. Název města byl změněn na Hrvatska Mitrovica (Chorvatská Mitrovice). Město bylo osvobozeno 1. listopadu 1944 Rudou armádou spolu s jugoslávskými silami. Stalo se tak nedlouho po prolomení tzv. Sremské fronty jednotkami 16. krajinské a 11. vojvodinské brigády NOVJ. Město bránilo zhruba pět tisíc vojáků loajálních ustašovskému chorvatskému režimu. Během osvobození byli vyhnáni místní Němci, kteří do té doby činili cca 20 % místních obyvatel. Po nich a po Židech bylo město dosídleno Srby z různých oblastí bývalé Jugoslávie. Válka skončila značným poklesem obyvatelstva. Zatímco roku 1938 v Sremské Mitrovici žilo 16 199 obyvatel, v prosinci 1944 to bylo pouhých 9 292 osob. Z těch, kteří se přidali k partyzánům, padlo 95 osob v boji, 284 osob bylo zastřeleno při represích a 204 osob zemřelo v různých táborech. Zhruba 500 místních padlo na straně německé armády nebo v řadách ustašovců. 
Jako první obnovená stavba po válce bylo slavnostně otevřeno místní nádraží. Sremska Mitrovica se stala součástí autonomní republiky Vojvodina již socialistické Jugoslávie. Ustanoveno bylo rovněž jako centrum svého srezu, později okruhu (Sremský okruh). Během této doby se nadále rozvíjel spotřební průmysl, prosperovala továrna na hedvábné tkaniny, papírna, vznikly nábytkářské závody, moderní přístav aj. Postaveny byly také dva mosty přes řeku Sávu a zbudována řada nových obytných budov v podobě sídlišť na různých okrajích města. Počet obyvatel Sremské Mitrovice vzrostl z cca 13 tisíc na téměř čtyřicet tisíc. V roce 1974 zasáhla město opět velká voda z řeky Sávy.
V 70. letech 20. století byla rovněž iniciována přestavba části středu města. Archeologický průzkum jedné z lokality vydal nález 33 zlatých římských mincí, pravděpodobně úspor, které tehdejší rodina skryla do studny. Pod současným městem se pravděpodobně nachází také původní hipodrom, který však nikdy nebyl odkryt, jeho podoba nicméně měla nepřímo vliv na uspořádání jednotlivých ulic ve středu města. Hipodrom podchází pod několika ulicemi (např. Masarykovou), byl dlouhý 527 m a široký 100 m.). Archeologické průzkumy, které se uskutečnily po druhé světové válce, pomohly lépe pochopit historický význam města. Díky tomu má Sremska Mitrovica unikátní postavení v Srbsku a je proto i často navštěvována turisty. Od roku 2006 se v centru Sremské Mitrovice nachází pěší zóna a o tři roky později bylo otevřeno i návštěvnické centrum, které slouží turistům, kteří chtějí poznat více o římských dějinách města.

## Obyvatelstvo

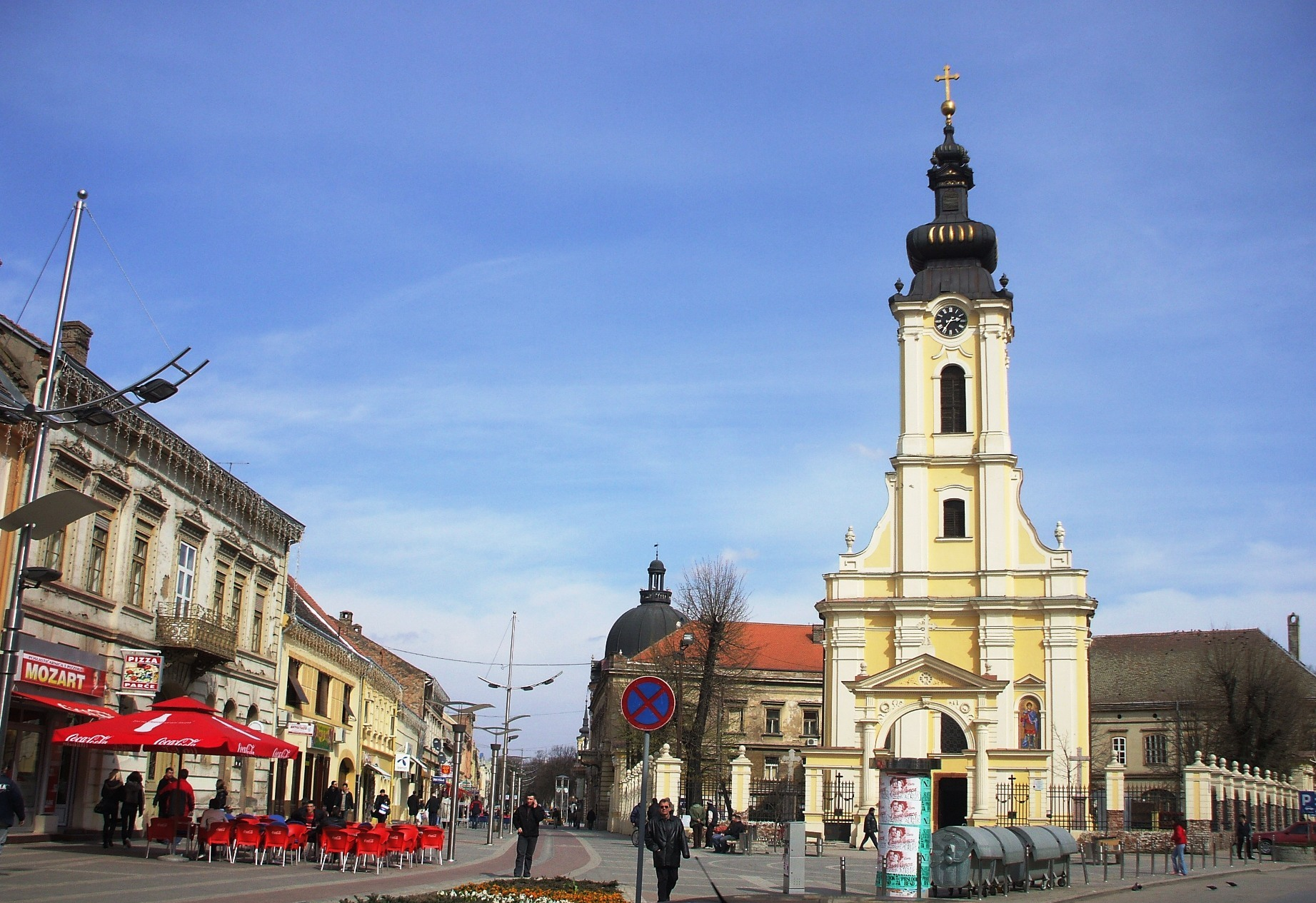
Katedrála sv. Demetria, sídlo eparchy srbské ortodoxní církve

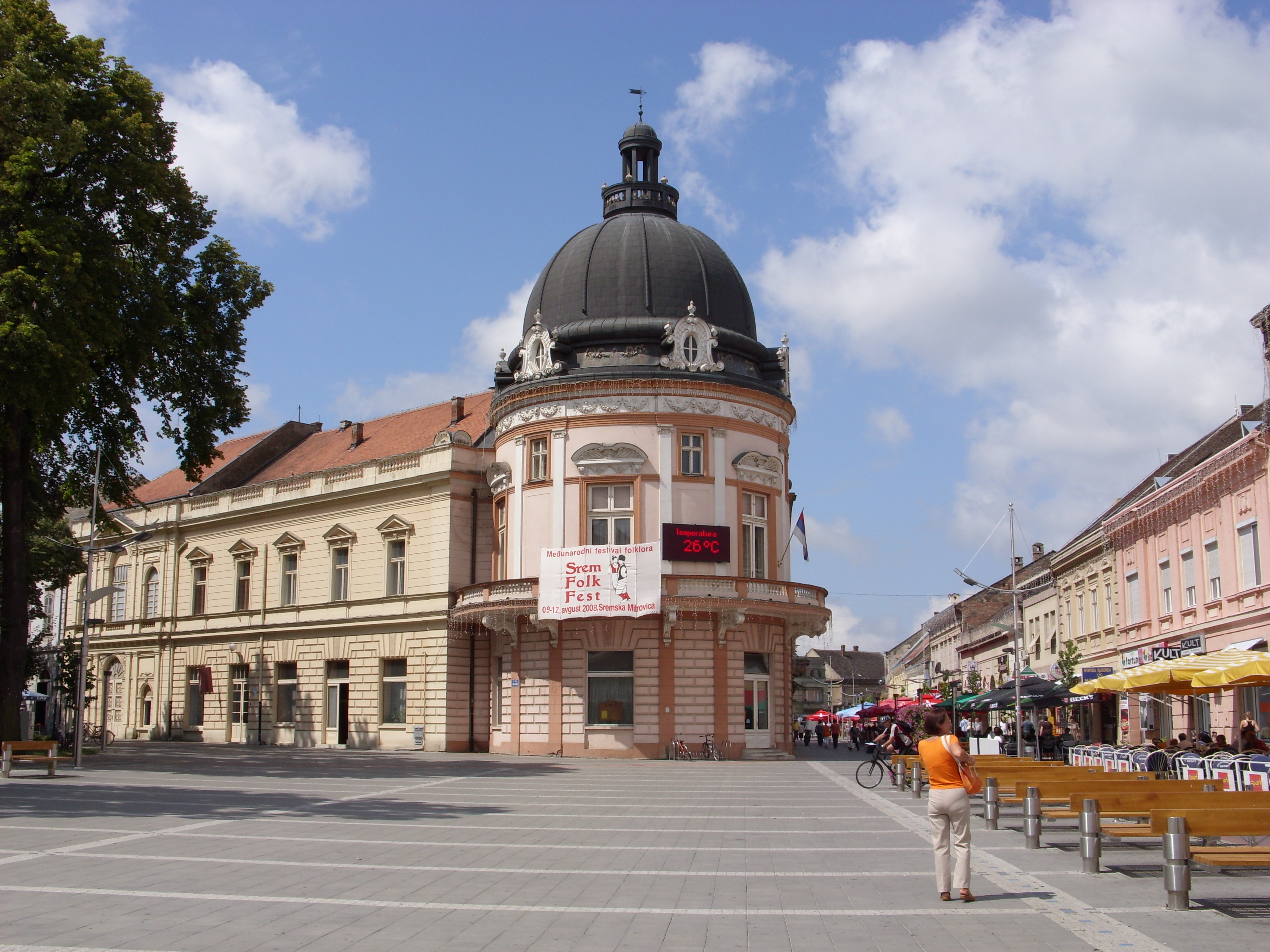
Budova knihovny v centru města

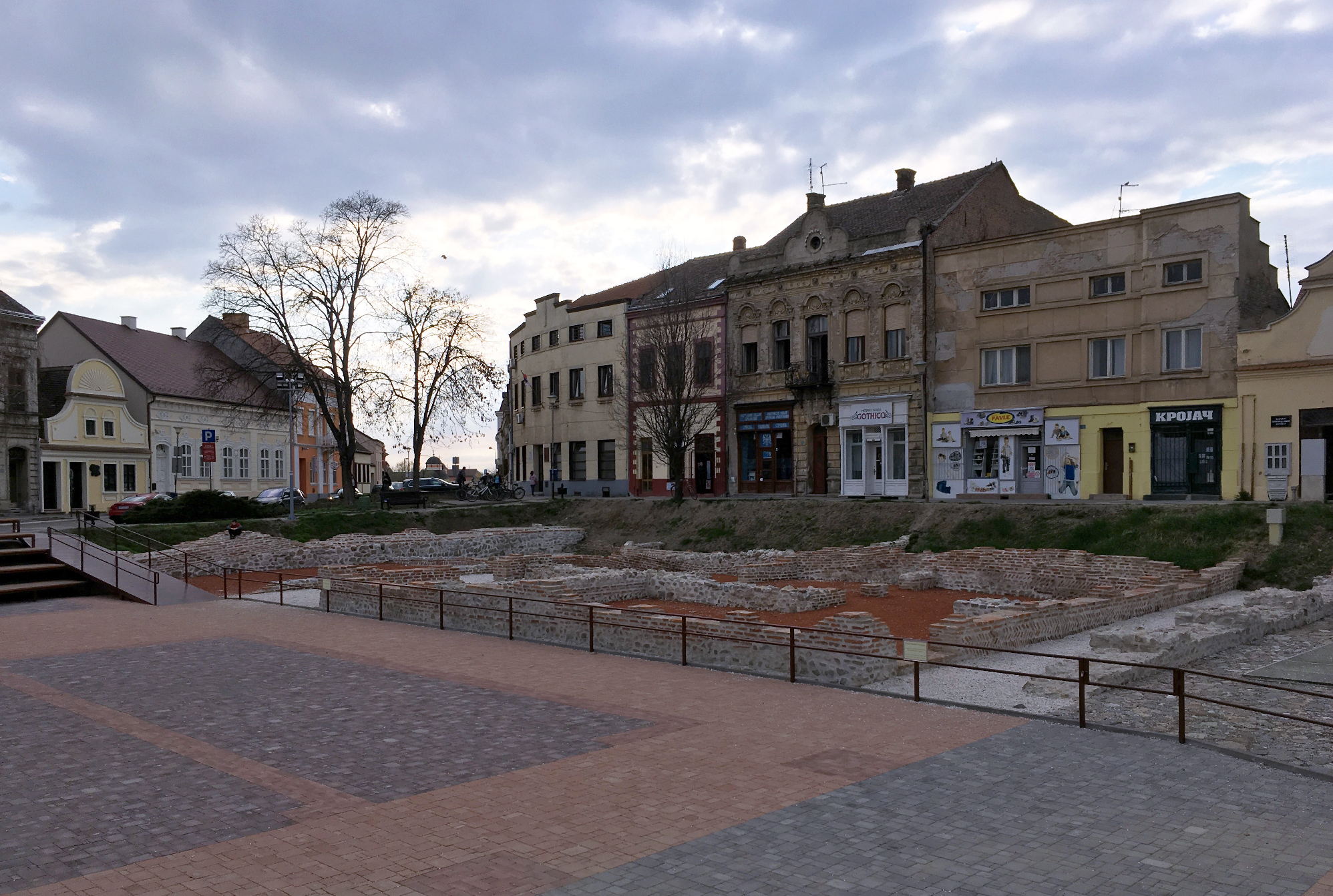
Střed města s římskými vykopávkami

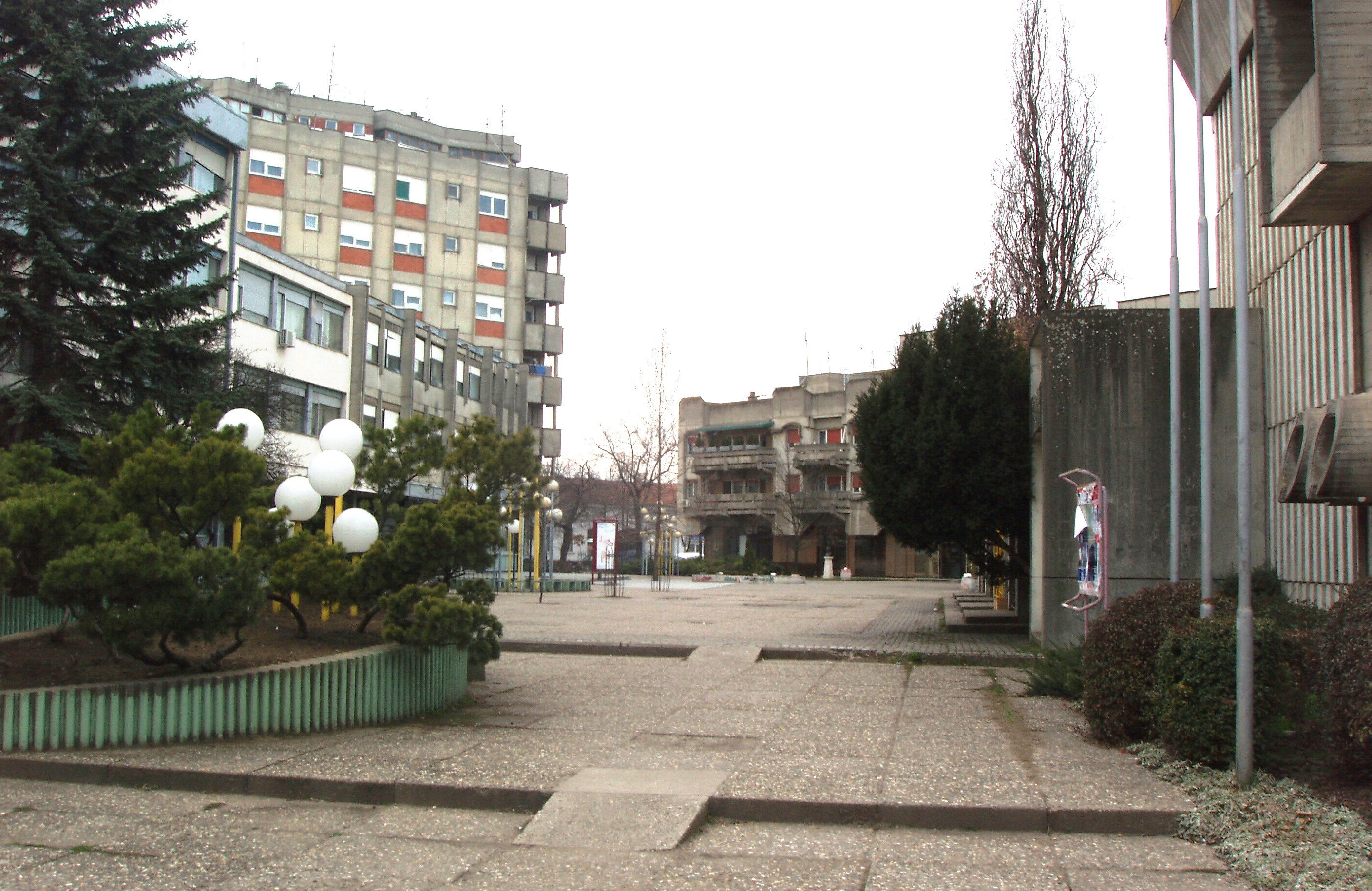
Náměstí vojvodinských brigád (s brutalistickými stavbami.

Od konce války v Jugoslávii a po demilitarizaci oblasti[zdroj?] v roce 1997 je město etnicky ryze srbské. Podle sčítání obyvatel z roku 2002 z celkového počtu 39 084 tvořili 31 127 Srbové, 2 130 Chorvati (18,34%), 961 Jugoslávci, 620 Rusíni a 524 Maďaři. Podle některých údajů měla chorvatská menšina dokonce jen 2,9 % zastoupení.
Počet obyvatel Sremské Mitrovice vytrvale klesá; jen mezi lety 2005 až 2020 se snížil o téměř deset tisíc. Faktory, které toto způsobují jsou víceré; jednak je tomu emigrace do zahraničí (především do zemí Západní Evropy), dále odliv mladých lidí do větších měst (např. Novi Sad nebo Bělehrad) a dále přirozený úbytek, který se stále zvyšuje jak obyvatelstvo postupně stárne. V roce 2015 činil podíl osob starších 65 let na obyvatelstvu města 18,5 %. V roce 2016 byl průměrný věk místního obyvatelstva 43 let.

## Ekonomika
Po druhé světové válce byly opraveny původní podniky a vybudovány nové. Ve Sremské Mitrovici se výroba soustředí především na potravinářství; zpracování masa, cukru apod. Industrializace v této době postupovala velmi rychle; jen mezi lety 1948 až 1967 se podíl průmyslu na hospodářství města zvýšil z 18,7 % na 55,6 %.
Podle údajů z roku 2018 je nejvíce práceschopného obyvatelstva zaměstnáno ve výrobě (cca pět tisíc lidí), dále v obchodě/opravě strojů a motorových vozidel (cca dva a půl tisíce) a potom v různých službách.

### Turistika
Díky své římské historii je město turisticky atraktivní z regionálního hlediska. Kromě samotných římských vykopávek ve Sremské Mitrovici jsou oblíbená také výletní místa v pohoří Fruška Gora s názvy Ležimir a Letenka. Oblíbený je rovněž i břeh řeky Sávy s lužními lesy a plážemi. V tomto pásu se také nachází Zvláštní přírodní rezervace Bara Zasavica. Komunikován je i archeologický i architektonický potenciál města. Od roku 2009 je v provozu návštěvnické centrum k římským vykopávkám (císařský palác). 

## Pamětihodnosti
- Katedrála sv. Demetria – klasicistní budova z roku 1794, nachází se zde relikvie sv. Demetria, byla upravována v 19. a 20. století
- Budovy knihovny a archivu v centru města
- Muzeum Sremu – bylo založeno roku 1946 z několika soukromých sbírek; má bohaté archeologické sbírky fragmentů antické a středověké architektury, sochařství a numismatiky; dále vystavuje historické, umělecké a etnografické sbírky regionu[10]
- Palatium imperiale – fragmenty římského císařského paláce
- Most svatého Ireneje přes řeku Sávu – samonosná železobetonová konstrukce (po roce 1995)
- Katolický hřbitov s ostatky rakousko-uherských vojáků z první světové války.[11]

## Bezpečnost
Ve Sremské Mitrovici se nachází rovněž i věznice (oficiálně trestně-nápravné zařízení, srbsky kazneno-popravni zavod), ve kterém je umístěno okolo 1600 odsouzených. Jsou zde mimo jiné umístěni i nejrizikovější vězni v zemi. Slangové označení v srbské společnosti pro tuto věznici zní Mitraja.

## Sport
V roce 2023 byla ve městě budována sportovní hala.

## Partnerská města
- Banja Luka, Bosna a Hercegovina
- Dunaújváros, Maďarsko

## Osobnosti
- Anastázie ze Sirmia († 304), křesťanská mučednice
- Demetrios ze Soluně († 306), křesťanský mučedník
- Ilarion Ruvarac (1832–1905), srbský ortodoxní kněz a historik panslavismu
- Branislav Ivanović (* 1984), fotbalista
- Gordana Lukić, herečka
- Danijela Vranješ, herečka
- Nebojša Jovan Živković, hudebník
- Ognjen Filipović, sportovec
- Milivoj Nikolajević, malíř
- Dragana Tomašević, sportovec
- Petar Gburčik, srbský vzdělanec
- Sonja Brkić, soudce srbského Vrchního soudu
- Đorđe Marković Koder, spisovatel
- Tatjana Venčelovski, herečka
- Boris Pingović, herec
- Milan Jovanović-Batut (1847–1940), srbský lékař
- Robert Frangeš Mihanović (1872–1940), chorvatský sochař
- Mara Švel-Gamiršek (1900–1975), chorvatská spisovatelka
- Nebojša Jovan Živković (* 1962), srbský skladatel a koncertní umělec
- Dragana Tomašević (* 1982), srbský sportovec
- Branislav Ivanović (* 1984), srbský fotbalista
- Tatjana Jelača (* 1990), srbská atletka
- Miroslav Bogosavac (* 1996), fotbalista